# Saint-Germain-du-Puy
Saint-Germain-du-Puy è un comune francese di 4 857 abitanti situato nel dipartimento del Cher, nella regione del Centro-Valle della Loira.

## Società

### Evoluzione demografica
Abitanti censiti